# Spencer, Massachusetts
Spencer är en kommun (town) i Worcester County i delstaten Massachusetts, USA med 11 992 invånare (2020).